# Алфорвил
Алфорвил (фр. Alfortville) је насељено место у Француској у Париском региону, у департману Долина Марне.
По подацима из 2011. године у општини је живело 44.550 становника, а густина насељености је износила 12138,96 становника/km².

## Демографија
| 1962.  | 1968.  | 1975.  | 1982.  | 1990.  | 2011.  |
| ------ | ------ | ------ | ------ | ------ | ------ |
| 32.332 | 35.023 | 38.057 | 36.231 | 36.119 | 44.550 |

## Партнерски градови
- Аштарак
- Абиџан
- Сан Бенедето дел Тронто
- Cantanhede
- Oshakan